# Diethelm Ferner
Diethelm Ferner (* 13. Juli 1941 in Kragau, Ostpreußen; † 7. November 2023) war ein deutscher Fußballtrainer und Spieler im defensiven Mittelfeld.

## Karriere

### Spieler
Der von Rhenania Bottrop zum VfB Bottrop in die 2. Liga West gekommene Mittelfeldspieler Diethelm Ferner wurde mit den Schwarz-Weißen vom Jahnstadion 1962/63 Meister und wurde zur Runde 1963/64 von Trainer Willi Multhaup zu Werder Bremen in die neu gegründete Fußball-Bundesliga geholt. Er zählte zu den Spielern, die am 24. August 1963, dem Premierenspieltag der Bundesliga, als Aktive auf dem Platz standen. Werder eröffnete mit einem 3:2-Heimsieg gegen Borussia Dortmund die Runde und der Neuling aus der 2. Liga West debütierte dabei auf halb rechts. Der Werder-Angriff war besetzt mit den Spielern Klaus Hänel, Ferner, Dieter Meyer, Willi Soya und Theo Klöckner. Ferner bestritt in dieser Runde 24 Spiele und erzielte dabei drei Tore für Werder, das den zehnten Tabellenplatz belegte. Bereits am 25. September 1963 bestritt er sein erstes Länderspiel, das er mit der U-23-Nationalmannschaft in Karlsruhe mit 0:1 gegen die Auswahl Bulgariens verlor. Seinen zweiten Einsatz hatte er am 27. November 1963 in Liverpool bei der 1:4-Niederlage gegen die Auswahl Englands.
Als die A-Nationalmannschaft Ende des Jahres 1963 in Nordafrika zwei Freundschaftsspiele gegen Marokko und Algerien austrug, gehörte auch der Bremer Spieler dem DFB-Kader an. Ferner wurde am 29. Dezember 1963 in Casablanca, beim 4:1-Sieg gegen die Auswahl Marokkos, und am 1. Januar 1964 in Algier, bei der 0:2-Niederlage gegen die Auswahl Algeriens, jeweils eingewechselt. Am 4. März 1964 bestritt er in Ankara, bei der 1:2-Niederlage gegen die Auswahl der Türkei, sein drittes und letztes Länderspiel für die U-23-Auswahlmannschaft. Als Werder Bremen im zweiten Jahr Bundesliga, 1964/65, mit dem Torverhältnis von 54:29 Toren in 30 Punktspielen Deutscher Meister wurde, lief der Mittelfeldakteur mit Kombinationsgabe in 29 Spielen auf und trug sich einmal in die Torschützenliste ein. Zur Saison 1969/70 kehrte der Ex-Bottroper in den Fußball-Westen zurück und schloss sich Rot-Weiss Essen an. Im zweiten Jahr an der Hafenstraße stieg er mit RWE in die Regionalliga West ab, worauf er aber durch den Meisterschaftsgewinn in der Serie 1972/73 und den Erfolg in der Aufstiegsrunde wieder in die Bundesliga zurückkehrte. Von 1971 bis 1973 absolvierte Ferner 63 Regionalligaspiele und erzielte dabei elf Tore. Essen ging mit Trainer Horst Witzler in die Bundesligasaison 1973/74. Nach acht Spieltagen und einer Ausbeute von 4:12 Punkten und auf dem 18. Platz stehend, wurde Witzler entlassen und Diethelm Ferner übernahm das Traineramt bei RWE. Ferner hatte unter Witzler noch alle acht Spieltage vom 11. August bis 22. September als Aktiver bestritten und war am 28. September 1973 beim 3:1-Sieg im Heimspiel gegen Werder Bremen erstmals als verantwortlicher Trainer im Einsatz. Nach dem 34. Spieltag stand RWE mit 31:37 Punkten auf dem 13. Tabellenplatz.
Von 1963 bis 1973 absolvierte Ferner 239 Bundesligaspiele und erzielte dabei 21 Tore. Er war zwei Jahre lang Rekordbundesligaspieler, ehe er 1971 von Peter Kaack übertroffen wurde.

### Spielerdaten und Erfolge
- 1962/63 Meister in der 2. Liga West mit dem VfB Bottrop
- 1963–1969: Werder Bremen (188 Spiele/20 Tore); 1965 Deutscher Meister
- 1969–1973: Rot-Weiss Essen (114 Spiele/12 Tore); 1973 Meister in der Regionalliga West

## Trainerkarriere
1973 wechselte Ferner bei Rot-Weiss Essen auf die Trainerbank. Zur Saison 1975/76 ging er zum Wuppertaler SV. 1976 nahm ihn der FC St. Pauli unter Vertrag. Am Ende der Saison 1976/77 belegte St. Pauli nach nur drei Niederlagen in 38 Spielen Platz 1 und stieg damit in die Bundesliga auf – aber schon nach der nächsten Saison 1978 wieder ab. Ferner ging daraufhin zurück zu Rot-Weiss Essen. Doch schon Ende der nächsten Saison verließ Ferner den Verein, obwohl ein passabler achter Platz in der 2. Bundesliga Nord erreicht wurde, und schloss sich Hannover 96 an. In den nächsten drei Spielzeiten verpasste die Mannschaft dreimal den Wiederaufstieg in die Bundesliga und am 28. November 1982 wurde Ferner wegen ausbleibenden Erfolges entlassen.
Zur neuen Saison 1983/84 machte sich der FC Schalke 04 seine Dienste zunutze. Dem Verein blieb er bis 1986 treu und 1984 schaffte er den Sprung aus der 2. in die 1. Bundesliga. Dort konnte sich der Verein etablieren und belegte bis 1986 zweimal Plätze im Tabellenmittelfeld. Ferner verließ Schalke in Richtung Alemannia Aachen, wo er aber im Januar 1987 schon wieder entlassen wurde. Nach einer Auslandsstation bei Iraklis Thessaloniki in Griechenland kehrte er im September 1988 wieder zum FC Schalke 04 zurück. Am 6. April 1989 wurde er nach einer Serie von zehn sieglosen Spielen und dem drohenden Abstieg in die Oberliga Nordrhein von seinen Aufgaben entbunden.
Von 1990 bis 1995 war er bei Apollon Limassol auf Zypern tätig, in dieser Zeit wurde er zweimal zyprischer Meister und einmal Pokalsieger. 1995 wechselte er zum Stadtrivalen AEL Limassol, mit dem er den vierten Platz in Zyperns Erster Liga erreichte. 1996 wechselte er zum ägyptischen Fußballverein Zamalek Kairo, mit dem er den Supercup und die afrikanische Champions League gewann. Dennoch schloss er sich 1997 dem Klub al-Dschahra in Kuwait an.
Im Januar 1998 verließ er den Verein, um im Februar desselben Jahres den Posten des Nationaltrainers der libanesischen Nationalmannschaft zu übernehmen. Diese Stellung hatte er sechs Monate inne, im August 1998 wurde das Arbeitsverhältnis wieder beendet. Ferner übernahm noch im Oktober desselben Jahres wieder den Trainerposten bei Apollon Limassol auf Zypern.
Diesmal blieb er bis 2000 beim Verein, dann ging er wieder nach Ägypten zu Al-Ittihad Al-Sakndary und erreichte mit der Mannschaft den zweiten Platz. 2003 wechselte er erneut das Land, als er sich dem Klub al-Merreikh im Sudan anschloss. Auch dort landete er mit der Mannschaft auf dem zweiten Platz, ehe er erneut zurück nach Zypern ging und dort den Hauptstadtklub Olympiakos Nikosia übernahm. Die Mannschaft erreichte Platz 8, Ferner verließ den Verein bereits 2006 wieder.
Von März bis Juli 2008 war er als Trainer für Al-Ahly Tripolis in Libyen tätig, dort erreichte er den zweiten Platz der nationalen Liga.